# Hassan Boufous
Hassan Boufous (Ait Boufoulen, 3 augustus 1976) is een regisseur, commentator, filmmonteur en cameraman.

## Producties

### Film
- 1999: Le Pouvoir de la télé
- 2001: Eclair
- 2001: Concert
- 2002: Le Cri
- 2002: Citizen
- 2003: Search

### Documentaire
- Amouddou
  - Seizoen 2 (2004): 1 aflevering
  - Seizoen 3 (2005): 22 afleveringen
  - Seizoen 4 (2006): 13 afleveringen
  - Seizoen 5 (2007): 25 afleveringen
  - Seizoen 6 (2008): 21 afleveringen
  - Seizoen 7 (2009/2010): 13 afleveringen
  - Seizoen 8 (2011): 12 afleveringen
  - Seizoen 9 (2012/2013): 12 afleveringen
  - Seizoen 10 (2014/2016): 14 afleveringen

## Prijzen
- 2017: 1e prijs voor directie op 3ÈME FESTIVAL DU FILM DOCUMENTAIRE SUR LA CULTURE, L'HISTOIRE ET L'ESPACE SAHRAOUI HASSANI DE LAAYOUNE met Les Enfants des Nuages.[1]
- 2001: 5e prijs, Festival International d'Art Vidéo in Casablanca (Marokko) met de film Eclair.
- 2002: de 3e prijs, Festival International d'Art Vidéo met de film: Le Cri.
- 2003: 1e prijs Festival International d'Art Vidéo met de film: Search.
- 2007: Nationale prijs Noujoum Biladi (Etoiles de mon pays) voor Ammouddou.